# Carnell Williams
Carnell Lamar Williams, detto Cadillac (Gadsen, 21 aprile 1982), è un ex giocatore di football americano statunitense che ha militato nel ruolo di running back nella National Football League. È stato scelto come quinto assoluto nel Draft NFL 2005 dai Tampa Bay Buccaneers. Al college ha giocato a football alla Auburn University.

## Carriera professionistica

### Tampa Bay Buccaneers
Nel Draft 2005, Williams è stato selezionato come 5ª scelta assoluta dai Tampa Bay Buccaneers, firmando un contratto di 5 anni per un totale di 31 milioni di dollari.
Ha debuttato nella NFL l'11 settembre 2005 contro i Minnesota Vikings indossando la maglia numero 24. Dopo avere corso 1.178 yard e segnato 6 touchdown, viene premiato come rookie offensivo dell'anno.
L'anno successivo non riesce a ripetersi e nelle stagioni 2007 e 2009 subisce due gravi infortuni alle ginocchia.

### St. Louis Rams
Il 3 agosto 2011 dopo esser diventato unrestricted free agent firma con i Rams scegliendo il numero di maglia 33. A fine stagione viene svincolato, ritirandosi.

## Palmarès
- Rookie offensivo dell'anno (2005)
- Diet Pepsi Rookie dell'anno (2005)
- PFWA All-Rookie Team - 2005

## Statistiche
| Corse |    |     |      |       |     |      |    |
| Anno  | P  | Ten | Yard | Media | Max | YD/P | TD |
| 2005  | 14 | 290 | 1178 | 4.1   | 71  | 84.1 | 6  |
| 2006  | 14 | 225 | 798  | 3.5   | 38  | 57.0 | 1  |
| 2007  | 4  | 54  | 208  | 3.9   | 38  | 52   | 3  |
| 2008  | 6  | 63  | 233  | 3.7   | 28  | 38.8 | 4  |
| 2009  | 16 | 211 | 832  | 3.9   | 35  | 51.3 | 4  |
| 2010  | 16 | 125 | 437  | 3.5   | 45  | 27.3 | 2  |
| 2011  | 11 | 87  | 361  | 4.1   | 23  | 30.1 | 1  |